# Pseudotrioza malloticola
Pseudotrioza malloticola är en insektsart som beskrevs av Yang 1984. Pseudotrioza malloticola ingår i släktet Pseudotrioza och familjen spetsbladloppor. Inga underarter finns listade i Catalogue of Life.